# ألولا جريم
ألولا جريم (15 يوليو 1993 إثيوبيا - ) هو لاعب كرة قدم إثيوبي.

## روابط خارجية
- ألولا جريم على موقع الاتحاد الدولي (مؤرشف)  (الإنجليزية)
- ألولا جريم على موقع قاعدة بيانات كرة القدم.إي يو (الإنجليزية)
- ألولا جريم على موقع ناشيونال فوتبول تيمز (الإنجليزية)
- ألولا جريم على موقع Soccerway.com (الإنجليزية)